# Herbert Maier
Herbert Maier (* 1959 in Haslach, Schwarzwald) ist ein deutscher Maler.

## Leben
Seine künstlerische Ausbildung begann Herbert Maier nach seinem Abitur autodidaktisch, jedoch bereits 1983 erhielt er ein Rotary-Stipendium für Studien in Paris. In den Jahren 1986 bis 1988 war Maier als Lehrer an privaten Kunsteinrichtungen in Freiburg tätig. Daran anschließend folgte ein Sommerstudium bei Emilio Vedova an der Internationalen Akademie in Salzburg. Seit 1994 erhält Maier den Lehrauftrag für Radierung an der Pädagogischen Hochschule in Freiburg. Während dieser Zeit begannen die vielen Reisen des Künstlers u. a. nach Spanien, Bulgarien, Pakistan, Indien, Nepal, Israel, Mexiko, Guatemala, in den Iran, die USA, an die Elfenbeinküste und ins ehemalige Jugoslawien. 1997 bekam er ein Stipendium der Kunststiftung Baden-Württemberg und zwei Jahre später ein Stipendium der Cité Internationale des Arts Paris. 2002/03 lehrte Maier als Dozent für Kunstgeschichte an der Hochschule Holzen. In den Jahren 2004, 2005 und 2008 konnte Herbert Maier als Artist in Residence an Programmen der Joseph & Anni Albers Foundation (Bethany, USA) und der Edward F. Albee Foundation (Montauk, USA) teilnehmen. 2011 erhielt er ein Arbeitsstipendium im Künstlerhaus Lukas Ahrenshoop (gefördert durch das Land Mecklenburg-Vorpommern).
Herbert Maier ist Mitglied der Münchner Neuen Gruppe. Er lebt und arbeitet in Freiburg i. Br.

## Werk
Seit Paris werden die Bilder Schicht um Schicht aufgebaut. Maier beginnt mit direkten Untermalungen und legt dann in einem langwierigen Arbeitsprozess mehrere Lasuren von Ölfarbe über die Grundierung. Dieses Verfahren entspricht nicht zuletzt Maiers Vorstellung von der Malerei als Speicher, wie er sie Ende der neunziger Jahre zunächst in ausgeprägt pastosen Ölbildern artikuliert hat. Die Malerei ist der Ort, an dem die bildexterne Realität ihren Niederschlag findet, ohne dass sie deshalb zur Abbildung oder Reproduktion würde. Die Malerei nimmt alle möglichen Tatsachen, Gegenstände oder auch Bilder auf, die sich als individuelle Momentaufnahmen oder als allgemeiner kultureller Nachlass im Gedächtnis angelagert haben...

## Auszeichnungen
- 1994: Preis der Kritik, Internationale Graphik Triennale Prag, Tschechien
- 1992: Regio-Preis für Bildende Kunst

## Einzelausstellungen (Auswahl)
- 2017: SchortCut, Bode Galerie & Edition in Nürnberg
- 2015: Paintings 2000-2014, Bode Galerie & Edition
- 2014: Sparkassengalerie Schweinfurt
- 2011: Neue Bilder, Bode Galerie Nürnberg
- 2011: Morat-Institut, Freiburg: Reise-Skizzenbücher und Aquarelle aus den Serien: „Montauk-Songlines“ und „Körper-Antikörper“ – eine Visuelle Bibliothek.
- 2009/2010: Morat-Institut für Kunst und Kunstwissenschaft, Freiburg
- 2009: „Ansicht“, Kunstverein Aalen
- 2007/2008: Morat-Institut für Kunst und Kunstwissenschaft aus dem Bestand der Sammlung, Freiburg, i. Br.
- 2006: Niederrheinischer Kunstverein, Wesel
- 2004: Geno-Haus, Stuttgart
- 2003/2004: Morat-Institut für Kunst und Kunstwissenschaft Freiburg i. Br.
- 2003: Galerie 96 im Espace Paragon, Luxemburg
- 2002: Städtische Galerie/Kunstverein Haslach
- 2001: „Retour de Paris“, Centre Culturel Francais, Karlsruhe
- 2000: Spanisch-Deutsche Gesellschaft Granada/Spanien
- 1999: „Unterwegs“, Kunstverein March und Haus der Kunststiftung, Stuttgart (mit Kirsten Lampert)
- 1998: „Das Grosse Holz“, Morat-Institut für Kunst und Kunstwissenschaft, Freiburg
- 1997: „Durchlässig-Fest“, Museum im Ritterhaus, Offenburg
- 1990: „Prozesse als Bild“, Forum Dresdner Bank, Villingen

## Beteiligung an Gruppenausstellungen (Auswahl)
- 2015: „TRONCO“, interdisziplinäres Gemeinschaftsprojekt mit Herta Seibt de Zinser, eWerk Freiburg
- 2015: Daegu Art Fair, Daegu/Korea, bei Galerie Bode Nürnberg
- 2014: Lehniner Institut für Kunst (mit D. Schön)
- 2009: „Naturzeit - Gebautezeit“ (mit Harry Meyer), Kunstverein Coburg, Galerie Bode
- 2003: Aus dem Bleistiftgebiet II, Sammlung Rosskopf, Freiburg i. Br.
- 2002: Kunstförderung des Landes Baden-Württemberg, Erwerbungen, Städtisches Museum Spendhaus Reutlingen
- 2001: Zeitgenössische Kunst am Oberrhein Galerie der Stadt Offenburg
- 2000: „Die fließende Zeit“, Kunst für Diakonie, Wehr

## Arbeiten in öffentlichem Besitz
- Centre Culturel Franco-Allemand, Karlsruhe
- Eigenbetrieb Abfallwirtschaft der Stadt Freiburg
- Erich-Fried-Pflegeklinkikum, Staufen
- Land Baden-Württemberg (Regierungspräsidium Karlsruhe und Freiburg im Breisgau)
- Marianne und Heinrich Lenhard Stiftung, Kaiserslautern
- Morat-Institut für Kunst und Kunstwissenschaft, Freiburg im BreisgauMarkgräfler Museum Müllheim
- Museum für Neue Kunst, Freiburg im Breisgau
- Museum für Neue Kunst, Rastatt
- Museum im Ritterhaus, Offenburg
- Nationalmuseum Prag, Tschechien
- OFD – Freiburg (Polizeirevier Nord)
- Pfalzgalerie Kaiserslautern
- Sammlung der Commerzbank, Frankfurt u. Heidelberg
- Sammlung der Deutschen Bank, Frankfurt
- Sammlung Rosskopf / Kunstraum Alexander Bürkle, Freiburg
- Sammlung Schwäbisch Hall, Karlsruhe
- Stadt Haslach i/K
- Städtische Galerie Albstadt
- Städtische Galerie Donaueschingen
- Städtische Galerie Gladbeck
- Städtische Galerie Tuttlingen